# Terry Hanratty
Terry Hanratty é um ex-jogador profissional de futebol americano estadunidense

## Carreira
Terry Hanratty foi campeão da temporada de 1975 da National Football League jogando pelo Pittsburgh Steelers.